# Gareau
Gareau foi um automóvel canadense fabricado somente em 1910. A empresa do automóvel, com sede em Montreal, foi fechada por falta de capital de giro. Os modelos foram nomeados "La Nationale", "La Marmon" e "La KisselKar".